# Reteporella spinosissima
Reteporella spinosissima är en mossdjursart som beskrevs av Canu och Bassler 1929. Reteporella spinosissima ingår i släktet Reteporella och familjen Phidoloporidae. Inga underarter finns listade i Catalogue of Life.